# 부르키나베 프리미어리그
부르키나베 프리미어리그(Burkinabé Premier League)는 부르키나파소의 최상위 축구 리그이며 1961년에 설립 되었다.